# Нечитайло Іван Якович
Іва́н Я́кович Нечита́йло (* 18 червня 1935 - 22 січня 2024) — український письменник. Член Національної спілки письменників України від 1998 року.

## Біографія
Іван Якович Нечитайло народився 18 червня 1935 року в селі Огирівка Великобагачанського району Полтавської області в сім'ї селянина-колгоспника. 1954 року закінчив Білоцерківську середню школу.
Працював у колгоспі, редакції районної газети «Ленінський шлях» (Велика Багачка).
1965 року закінчив Київський університет. Закінчив також Вищу партійну школу.
Іван Якович багато років працював у пресі — у Великій Багачці, Миргороді, Решетилівці, в Шишаках — на посту головного редактора районної газети.
Від 1995 року на пенсії.

## Творчість
Іван Нечитайло писати почав рано, але перша книга «Важкі борозни» вийшла друком, коли письменнику було 50 років. Як зазначив автор, у цій книзі «з моїх оповідань поробили учнівські перекази, а з повістей — невеличкі оповідання» .
Побачили світ книги Івана Нечитайла:
- «Важкі борозни» (1985),
- «Крутосхили» (1990),
- «Жайворонкове небо» (1996),
- «Поміж крутих берегів» (2000),
- «Далекі спалахи» (2001),
- віршована повість «Вічно молода Марія» (2002), присвячена 140-річчю від дня народження художниці Марії Башкирцевої.
- «Осінні подихи весни»,
- «Михайлівське надвечір'я» (2005),
- «Треба жити»
- «Сміх — не гріх» (2007),
- «А життя дається раз…» (2007) — твори різних років,
- "Свіча безсмертя" (2008),
- "Арабески – душі сплески" (2008),
- "Небом осяяна : поема-легенда" (2010),
- "Під небом древньої Диканьки" (2011),
- "Тряснула осінь золото з дерев" (2015),
- "Мереживо душі" (2011),
- "Мар'янська осінь Тараса" (2013)
- "Коваль не лиш своєї долі" (2016)

## Премії
- 2008 — Полтавська обласна премія імені Панаса Мирного за віршовану повість «Вічно молода Марія» [2].
- 2009 — Полтавська обласна премія імені Леоніда Бразова за книгу новел, оповідань і повістей «А життя дається раз…» [3].